# Åarjel-saemieh
Åarjel-saemieh – Samer i sør är en årsbok som ges ut av Stiftelsen Saemien Sijte i Snåsa i Norge, som också driver museet Saemien Sijte. Årsboken, liksom museet, syftar till att dokumentera och förmedla sydsamernas historia och kultur.
Årsboken utkom för första gången 1983 och ges ut vart tredje år. Redaktör för årsboken har varit museets direktör, från Sverre Fjellheim 1980–1998 till Birgitta Fossum från 2010. 
Årsbok nr 13 utgavs 2020, med 18 artikelförfattare och temata som fornhistoria, samisk landskapsbruk och resursutnyttjande, samisk historisk närvaro i Sør-Norge, sydsamer på Världsutställningen i Chicago samt sydsamisk skidhistoria, ornamentik och grammatik.
Bland författare i årsboken över åren kan nämnas Knut Bergsland, Bo Lundmark, Anders Løøv, Maja Dunfjeld, Leif Pareli, Inger Zachrisson och Bierna Bientie.